# تايلر سكاجس
تايلر سكاجس (بالإنجليزية: Tyler Skaggs)‏ (و. 1991 – 2019 م) هو لاعب كرة قاعدة  أمريكي، ولد في سانتا مونيكا، كاليفورنيا، مركز لعبه هو مرسل الكرة ‏، توفي في ساوثلايك، تكساس، عن عمر يناهز 28 عاماً، بسبب الجرعة الزائدة من الباربيتورات، وشفط رئوي، واختناق.

## التعليم
تعلم في Santa Monica High School ‏
.